# CAPTOR
CAPTOR는 유럽이 개발한 항공 레이다다. EF-2000 유로파이터 전투기에 탑재되며, 개량형 중, CAPTOR-E는 AESA 전자식 레이다다. CAPTRO-E는 1,400개 모듈을 갖고 있으며 120도 전방위 탐지가 가능한 최첨단 레이다다. 구칭으로 ECR-90이라고 불리기도 한다. CAPTOR-E는 약자로 CAESAR, 즉, 카이사르 혹은, 황제라고도 불린다.

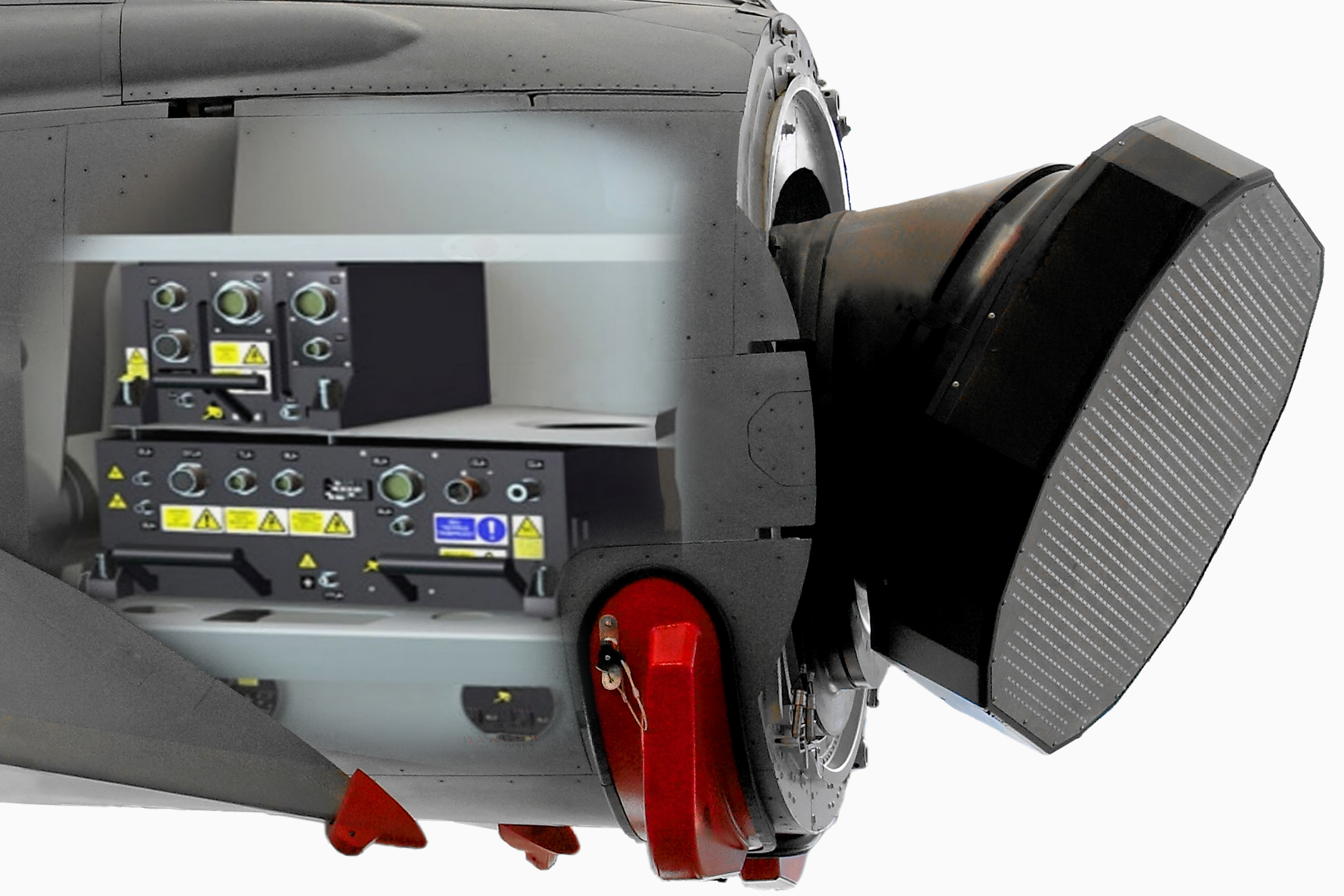
2012년에 촬영된 CAPTOR 레이다의 모습이다.

## 역사
유로 파이터 타이푼 트렌치 1 · 2에서는 기계식 스캔 방식의 CAPTOR가 탑재된다. 이것은 페랑 티 사의 블루 뷔쿠센 레이다를 바탕으로 개발되고 있으며, 안테나 및 그 구동부, 디지털 신호 프로세서 등은 블루 뷔쿠센 것을 답습, 혹은 그 발전 형을 채용하고있다. 안테나 직경 약 70cm  6 개의 열 선 교환 장치를 포함한다. 채널 수는 3 채널  . 전투기 수준의 크기의 목표에 대해 약 160km, 대형 목표는 약 320km의 탐지 능력이 있고 동시에 20 개의 목표를 추적 할 수 있다.
토렌치 3에서는 프런트 엔드 액티브 위상 어레이 (AESA) 식으로 고쳤다 캡터 E 가 탑재 될 예정이지만, 도입국 사이에 의견 차이가 있기 때문에 당초 계획의 약 45 %에 해당 토렌치 3A의 탑재는 보류 될 전망  . 캡터 E는 2007년 5월부터 비행 시험을 시작하고 탐색 거리 등 순항 미사일 과 같은 작은 목표와 스텔스 성 있는 목표를 탐지하는 능력에 이바지했다. 유로파이터 트렌치3에 탑재되는 CAPTOR-E의 경우
전투기 수준의 크기를 190km~210km에서 탐지할 수 있어 F-35, F-15C, F-2 Kai와 비슷한 수준의 탐지거리를 갖고 있다. 유로파이터 레이다는 0.005m2 크기의 F-35를 35km 거리에서 탐지할 수 있다. 즉, F-35가 유로파이터 트렌치3를 130km~160km 거리에서 탐지할 수 있으되, 유로파이터의 최신형 레이다로는 F-35는 100km 이상의 거리에서 탐지할 수가 없다.

## 보유국
- 영국
- 독일
- 이탈리아
- 스페인
- 사우디아라비아
- 오만
- 오스트리아

## 개량형
- CAPTOR-E : 전자주사식 AESA 레이다로, 후기형 유로파이터에 탑재된다.

## 같이 보기
- AN/APG-68
- AN/APG-73
- AN/APG-65
- J/APG-1
- 유로파이터
- RBE-2